# Малиновский, Александр Платонович
Александр Платонович Малиновский (23.12.1864, с. Рабангское, Вологодские у. и губ. — 23.03.1931, Владикавказ) — протоиерей Православной Российской Церкви, настоятель храма Владикавказского кадетского корпуса (1904—1917), затем руководитель клира Терской области.

## Биография
Родился в семье священника. Обвенчан с Александрой Васильевной Титовой, дети: Михаил, Мария, Сергей, Вера, Валентина.
Окончил Вологодское духовное училище (1879), Вологодскую духовную семинарию (1885), Казанскую духовную академию со степенью кандидата богословия (1889).
Секретарь Владикавказской епархиальной канцелярии (1889).
Иерей, законоучитель во владикавказской женской гимназии (1891), член Совета Михаило-Архангельского миссионерского братства (1894), благочинный 1-го округа Владикавказской епархии (1894–1897), член епархиального училищного совета, председатель правления эмеритальной кассы и казначей похоронной кассы духовенства (1896).
Законоучитель (1903) и настоятель храма (1904) Владикавказского кадетского корпуса, протоиерей (1905).
Член Поместного собора Православной российской церкви по избранию как клирик от Владикавказской епархии, член II, VII отделов, участвовал до 13 сентября 1917 г.
С мая 1918 года председатель Владикавказского епархиального совета, настоятель Петропавловского (Апшеронского) храма во Владикавказе.
В 1919 году товарищ председателя III отдела «О церковной дисциплине» и член 2-й комиссии Юго-Восточного Русского Церковного Собора.
С 1920 года после высылки главы Владикавказской епархии руководил клиром в Терской области, возглавлял антиобновленческое движение.
25 октября 1922 года, будучи вдовцом, на общеепархиальном съезде духовенства и мирян во Владикавказе избран епархиальным архиереем, но хиротония не состоялась из-за противодействия властей. Стал председателем Владикавказского церковного управления.
В январе 1923 года, «желая сохранить в мире православное духовенство», признал обновленческое ВЦУ (по мнению ГПУ, «вошёл в обновленческую группу с целью тормозить ее работу, является руководителем всей группы тихоновцев Горреспублики»).
В 1924 году лишён избирательных прав.
Похоронен на городском кладбище Владикавказа (ныне ликвидировано).

## Награды
Набедренник (1891), скуфья (1895), камилавка (1896), наперсный крест (1903), орден Святой Анны 3-й (1909) и 2-й (1912) степени, орден Святого Владимира 4-й степени (1915).

## Сочинения
- Слово на день Введения во храм Божией Матери // Владикавказские епархиальные ведомости. 1902. № 24.
- По вопросу об изменении проекта устава эмеритальной кассы духовенства Владикавказской епархии // Владикавказские епархиальные ведомости. 1904. № 5.
- По поводу «недоразумений» при взносе эмеритуры // Владикавказские епархиальные ведомости. 1908. № 16.
- Приветственная речь // Северная Осетия: история и современность. Сб. научных трудов. Владикавказ, 2004. Вып. 5. С. 105–106.